# Populus angustifolia
Populus angustifolia es una especie de árbol perteneciente a la familia de las salicáceas.  Este árbol es nativo de la Gran Cuenca en los Estados Unidos, donde se encuentra con más frecuencia cerca de los ríos y arroyos en alguna elevación.

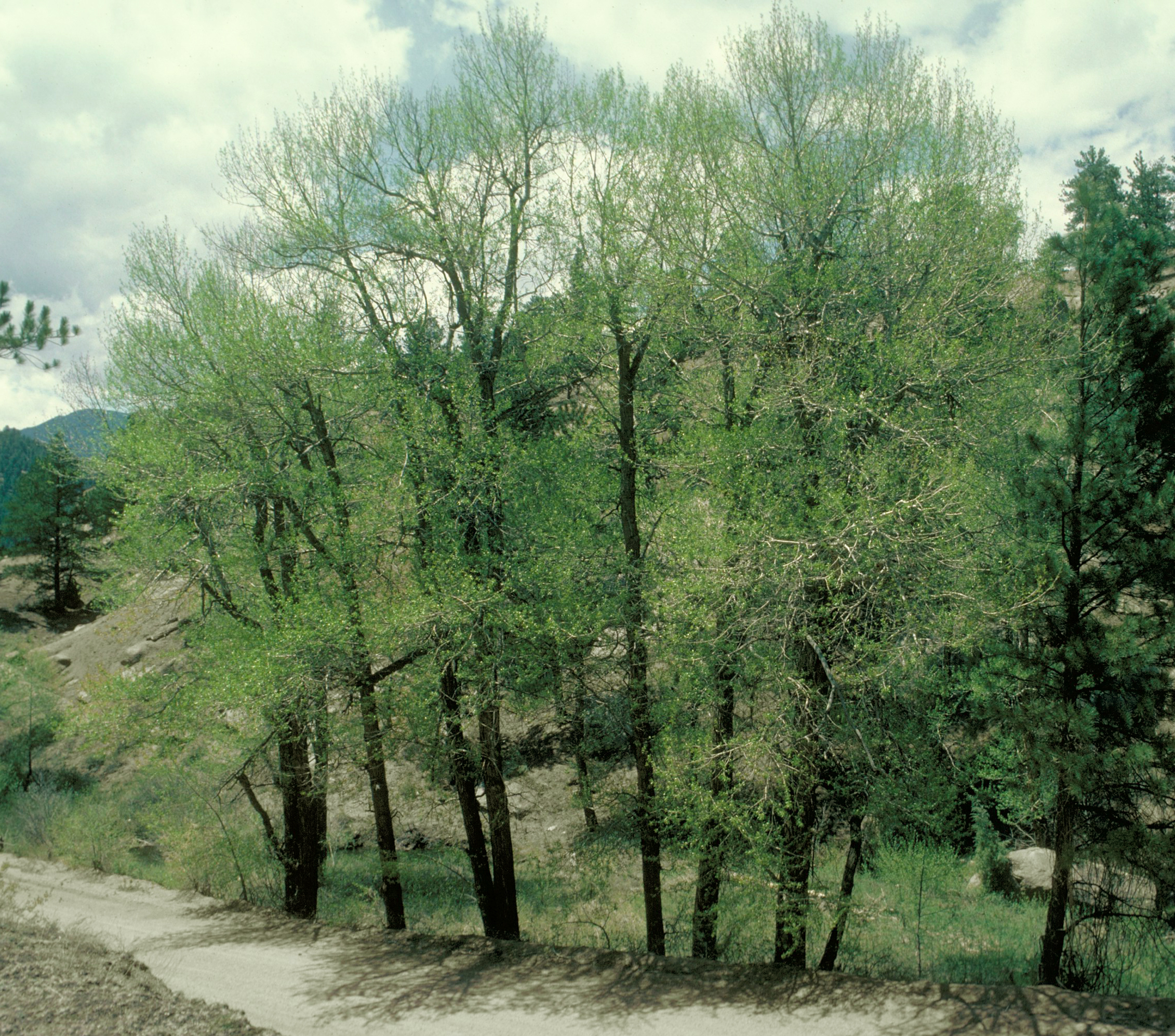
Vista del árbol

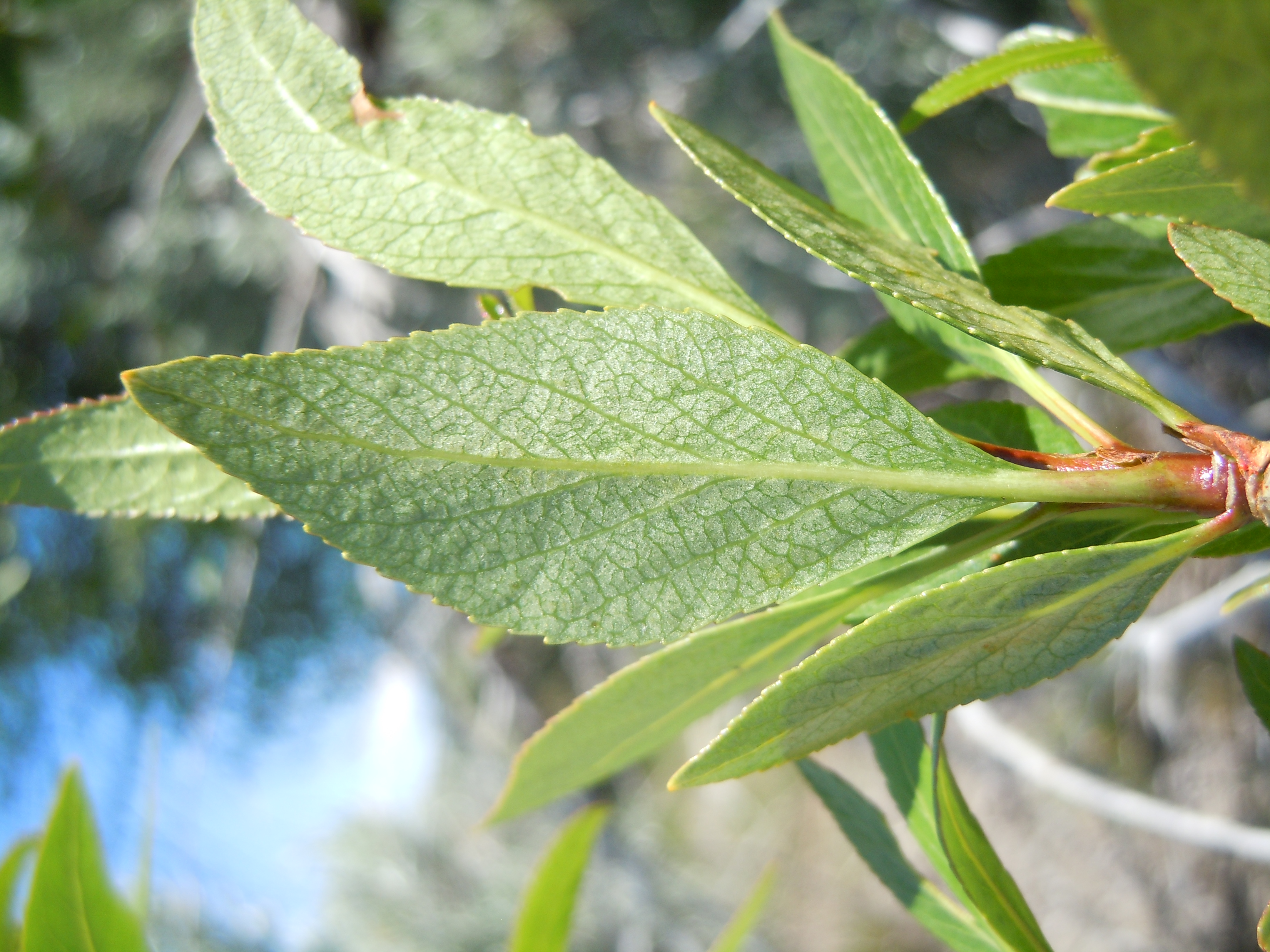
Hojas

## Descripción
El árbol es delgado con la hojas de color amarillo-verdoso, lanceoladas (en forma de lanza)  con márgenes ondulados. Los amentos son suaves y blancos. Los capullos son pegajosos y gomosos y se disfruta como una especie de goma de mascar por los indígenas americanos locales, incluyendo los apaches y navajos.

## Taxonomía
Populus angustifolia fue descrita por Edwin James y publicado en An Account of an Expedition from Pittsburgh to the Rocky Mountains 1: 497 1823.
Etimología
Populus: nombre genérico que deriva del latín, 'popular' por ser abundante y en gran cantidad. 
angustifoli